# Kathleen Harrison
Pour les articles homonymes, voir Harrison.
Kathleen Harrison est une actrice anglaise, née le 23 février 1892 à Blackburn (Royaume-Uni), morte le 7 décembre 1995.

## Biographie
Sa famille déménage à Londres lorsqu'elle a cinq ans. Plus tard elle suit les cours de la Royal Academy of Dramatic Art en 1914 et 1915. Après son mariage, elle part pour quelques années en Argentine et à Madère. À son retour en Grande-Bretagne, elle fait ses débuts sur scène dans les théâtres du West End.
Elle fait ses débuts au cinéma dès 1915, puis revient à l'écran en 1931 dans Hobson's Choice. Elle jouera par la suite majoritairement des domestiques cockney ou de mères de famille, et notamment celui de Mme Huggett qui la rendra célèbre.

## Filmographie
- 1915 : Our Boys : Belinda
- 1931 : Chaussure à son pied (Hobson's Choice)  de Thomas Bentley : Ada Figgins
- 1932 : Aren't We All? (en) de Harry Lachman : petit rôle
- 1933 : The Man from Toronto (en) de Sinclair Hill : Martha
- 1933 : Le Fantôme vivant (The Ghoul) de T. Hayes Hunter : Kaney
- 1934 : The Great Defender (en) de Thomas Bentley : la femme de chambre
- 1934 : What Happened Then? de Walter Summers : la femme de chambre
- 1935 : Dandy Dick (en) de William Beaudine : Jane (la femme de chambre)
- 1935 : Line Engaged (en) de Bernard Mainwaring : la femme de chambre
- 1936 : Le Lys brisé (Broken Blossoms) de John Brahm : Mme Lossy
- 1936 : The Tenth Man (en) de Brian Desmond Hurst : une votante
- 1936 : Lady Kate (Everybody Dance) de Charles Reisner : Lucy
- 1937 : Aren't Men Beasts! (en) de Graham Cutts : Annie
- 1937 : Wanted! de George King : Belinda
- 1937 : La Force des ténèbres (Night Must Fall) de Richard Thorpe : Emily Terence, la cuisinière
- 1938 : Week-end (Bank Holiday) de Carol Reed : May
- 1938 : Jane Steps Out (en) de Paul L. Stein : petit rôle
- 1938 : L'Halluciné (The Terror) de Roger Corman : la serveuse
- 1938 : Convict 99 (en) de Marcel Varnel : Mabel
- 1938 : Almost a Gentleman (en) d'Oswald Mitchell : Mme Barker
- 1938 : I've Got a Horse d'Herbert Smith : Mabel
- 1939 : Le Triomphe de l'amour (The Outsider) de Paul L. Stein : Mme Coates
- 1939 : A Girl Must Live de Carol Reed : Penelope
- 1939 : Home from Home (en) d'Herbert Smith : Mabel
- 1939 : I Killed the Count (en) de Frederic Zelnik : Polly
- 1939 : Discoveries (en) de Redd Davis : la femme de chambre
- 1940 : An Englishman's Home (en) d'Albert de Courville : petit rôle
- 1940 : They Came by Night (en) de Harry Lachman : Mme Lightbody
- 1940 : The Big Blockade de Charles Frend : petit rôle
- 1940 : The Murder in Thornton Square de Thorold Dickinson : petit rôle
- 1940 : Tilly of Bloomsbury (en) de Leslie S. Hiscott : Mme Welwyn
- 1940 : Le Dernier Témoin (The Girl in the News) de Carol Reed : Cuisinière
- 1940 : The Flying Squad de Herbert Brenon: Mme Schifan
- 1941 : The Ghost Train (en) de Walter Forde : Mlle Bourne
- 1941 : La Commandante Barbara (Major Barbara) de Gabriel Pascal : Mme Price
- 1941 : Kipps de Carol Reed : une cliente
- 1941 : Once a Crook (en) d'Herbert Mason : Tantine
- 1941 : I Thank You (en) de Marcel Varnel : la cuisinière
- 1941 : Une lettre de la maison (A Letter from Home) de Carol Reed : la bonne
- 1942 : Ceux qui servent en mer (In Which We Serve) de Noël Coward et David Lean : Mme Blake
- 1942 : Much Too Shy (en) de Marcel Varnel : Amelia Peabody
- 1943 : Dear Octopus (en) d'Harold French : Mme Glossop
- 1944 : Ça s'est passé un dimanche (It Happened One Sunday) de Karel Lamač : Mme Purkiss
- 1945 : Meet Sexton Blake (en) de John Harlow : Mme Bardell
- 1945 : Un soir de rixe (en) (Waterloo Road) : petit rôle
- 1945 : Great Day de Lance Comfort : une cliente du pub
- 1945 : César et Cléopâtre (Caesar and Cleopatra) de Gabriel Pascal : petit rôle
- 1946 : Recherché pour meurtre (Wanted for Murder) de Lawrence Huntington : Florrie
- 1946 : L'Étrange Aventurière (I See a Dark Stranger) de Frank Launder : une serveuse
- 1946 : Carnival de Stanley Haynes : petit rôle
- 1947 : Le Port de la tentation (en) (Temptation Harbour) de Lance Comfort : Mabel
- 1947 : Légitime Défense (The Shop at Sly Corner) : Mme Catt
- 1947 : Holiday Camp de Ken Annakin: Mme Huggett
- 1948 : Bond Street de Gordon Parry  : Ethel Brawn
- 1948 : Oliver Twist de David Lean : Mme Sowerberry
- 1948 : Winslow contre le roi (The Winslow Boy) d'Anthony Asquith : Violet
- 1948 : Here Come the Huggetts de Ken Annakin : Kathleen Huggett
- 1949 : Vote for Huggett de Ken Annakin : Ethel Huggett, la mère
- 1949 : Now Barabbas (en) de Gordon Parry : Mme Brown
- 1949 : The Huggetts Abroad de Ken Annakin : Ethel Huggett
- 1949 : Landfall de Ken Annakin : la mère de Mona
- 1949 : Golden Arrow de Gordon Parry : Isobel
- 1950 : Double Confession de Ken Annakin : Kate
- 1950 : Sa dernière escale (Waterfront) de Michael Anderson : Mme McCabe
- 1950 : Trio de Ken Annakin et Harold French : Emma Foreman (dans le segment The Verger)
- 1951 : La Boite magique (The Magic Box) : la mère de famille
- 1951 : Scrooge de Brian Desmond Hurst : Mme Dilber
- 1952 : The Happy Family de Muriel Box : Lillian Lord
- 1952 : The Pickwick Papers (en) de Noel Langley: Rachel Wardle
- 1953 : Tournez la clef doucement (Turn the Key Softly) de Jack Lee : Grand-mère Quilliam
- 1953 : The Dog and the Diamonds (en) de Ralph Thomas : Mme Fossett
- 1954 : Voyage en Birmanie (Lilacs in the Spring) d'Herbert Wilcox : Kate
- 1955 : Where There's a Will (en) de Vernon Sewell: Annie Yeo
- 1955 : L'Assassin s'était trompé (Cast a Dark Shadow)) de Lewis Gilbert : Emmie
- 1955 : Amour et ski (All for Mary) de Wendy Toye : Nounou Cartwright
- 1956 : It's A Wonderful World de Val Guest : Mlle Gilly
- 1956 : Home and Away (en) de Vernon Sewell : Elsie Knowles
- 1958 : Les Sept Tonnerres (Seven Thunders) d'Hugo Fregonese : Madame Abou
- 1958 : In the Pocket (The Big Money) de John Paddy Carstairs : Mme Frith
- 1958 : A Cry from the Streets (en) de Lewis Gilbert : Mae Farrer
- 1959 : Alive and Kicking (en) de Cyril Frankel : Rosie
- 1961 : Deux des commandos (On the Fiddle) de Cyril Frankel : Mrs. Cooksley
- 1962 : Mrs. Gibbons' Boys (en) de Max Varnel : Mme Gibbons
- 1963 : West 11 de Michael Winner : Mme Beckett
- 1963 : La Merveilleuse Anglaise (The Fast Lady) de Ken Annakin : Mme Staggers
- 1963 : Shamrot (téléfilm)
- 1966 : Mrs Thursday (série télévisée) : Mme Thursday
- 1969 : Mesdames, planquez vos filles ! (Lock Up Your Daughters!) de Peter Coe : Lady Clumsey
- 1976 : Our Mutual Friend (en) (feuilleton TV) : Henerietty Boffin
- 1979 : The London Connection (en) : la dame âgée